# Vasile Măzărache
Vasile Măzărachi (scris uneori și Măzărache, Mazarache, Mazarachi sau Mazaraki) a fost un negustor moldovean, care a ocupat importante dregătorii ale statului, ajungând jitnicer, vel-vistiernic și pârcălab de Chișinău.
A ramas în istoria Chișinăului datorită bisericii pe care a ctitorit-o (biserica Măzărachi, cea mai veche construcție din capitala Republicii Moldova).

## Originile
Nu se știu prea multe lucruri despre originile lui Vasile Măzărachi, una dintre ipoteze fiind că, având în vedere numele, acesta ar putea fi de origine greacă.
Într-o altă ipoteză, numele românesc Mazăre, pe care l-ar fi purtat negustorul, a fost grecizat, în contextul influenței grecesti din acea perioadă.

## Perioada ieșeană
Măzărachi a locuit la Iași aproximativ în perioada 1700-1740, ajungând sa aibă mai multe case, magazii, prăvălii și dughene (un document al vremii vorbește despre proprietățile lui Măzărachi de pe strada Trapezenească, adică "a bancherilor" în grecește, azi strada Anastasie Panu).
Măzarache apare uneori în acte și în calitate de staroste de negustori.

## Perioada chișinăuană
Averea acumulată i-a permis lui Vasile Măzărachi să cumpere, pe la anul 1740, pământuri de la răzeșii din Răsipeni și Răspopeni, în ținutul Iașilor, precum și o mosie în ținutul Lăpușna, lângă Chișinău. 
În urmatoarea perioadă, Măzărachi urcă în rangurile boierești, ajungând pârcălab de Chișinău, calitate în care trebuia adesea să cerceteze și plângerile moldovenilor după invaziile tătărești (prima năvălire tătărească, pustiitoare, are loc în 1224 când ținuturile moldovene erau încă vasale ale cnezatului Galiciei, apoi ele se înșiruie de-a lungul istoriei aproximativ de două sau trei ori în fiecare veac, ultima având loc în 1787 ; cetele de tătari erau stabilite în Bugeac și în actuala Ucraină meridională).

## Biserica Măzărachi
În 1752 sau 1757 ctitorește biserica ce-i poartă numele. 
Potrivit legendei, cineva a trimes o plângere împotriva lui Vasile Măzărachi către guvernatorul turc al Tighinei. Drept urmare, Măzărachi a fost chemat la Tighina sa dea explicații. Se știa că guvernatorul Tighinei era un om foarte aspru și niciunul dintre cei care erau pârâți la el nu se mai întorcea viu de la Tighina. Înainte de a pleca la drum, Măzărachi s-a rugat lui Dumnezeu, promițând ca dacă va scăpa cu viață, va construi o biserică în Chișinău. Fiind achitat, Vasile Măzărachi a ctitorit biserica la Chișinău, ce îi poartă azi numele.. Istoricii estimează că legenda, ca multe altele din Republica Moldova, a fost transformată după 1812 pentru a acredita ideea că toată Moldova era o provincie turcească ; în realitate, pîrît, Vasile Măzărachi nu putea fi chemat decât în fața Domnului Moldovei din epocă (Constantin Mavrocordat sau succesorul său Constantin Racoviță) deoarece Chișinăul nu făcea parte din raiaua Tighinei (teritoriu otoman ca și Bugeacul), ci din Principatul Moldovei, stat vasal al turcilor, dar autonom.

## Familia
Vasile Măzărachi a avut patru copii născuți la Chișinău: trei fii (Toma, Dumitru și Vasile) și o fiica măritată cu jitnicerul Teodor Râșcanu.
Fiica lui Măzărachi și jitnicerul Râșcanu sunt parinții spătarului Constantin Râșcanu, care a ctitorit biserica Sfinții Împărați Constantin și Elena din Chișinău (numita și biserica Râșcanilor). 